# Маттиас, Франклин
Франклин Томпсон Маттиас (13 марта 1908— 3 декабря 1993) — американский инженер-строитель. В 1942 г. в звании подполковника инженерных войск США непосредственно руководил строительством Хэнфордского комплекса в рамках «Манхеттенского проекта».

## Биография
Франклин Томпсон Маттиас родился в Глиддене (Висконсин) 13 марта 1908 года. Родители — Франклин Герман Маттиас и Кристина Томпсон. У Маттиаса было два старших брата и один младший. Маттиас стал бакалавром в области гражданского строительства в Висконсинском университете в 1931 году, а в 1933 году стал магистром. Во время учёбы он присоединился к корпусу подготовки офицеров запаса (КПОЗ). В 1930 и 1931 годах Маттиас был редактором «Инженера Висконсина» и президентом университетской YMCA.

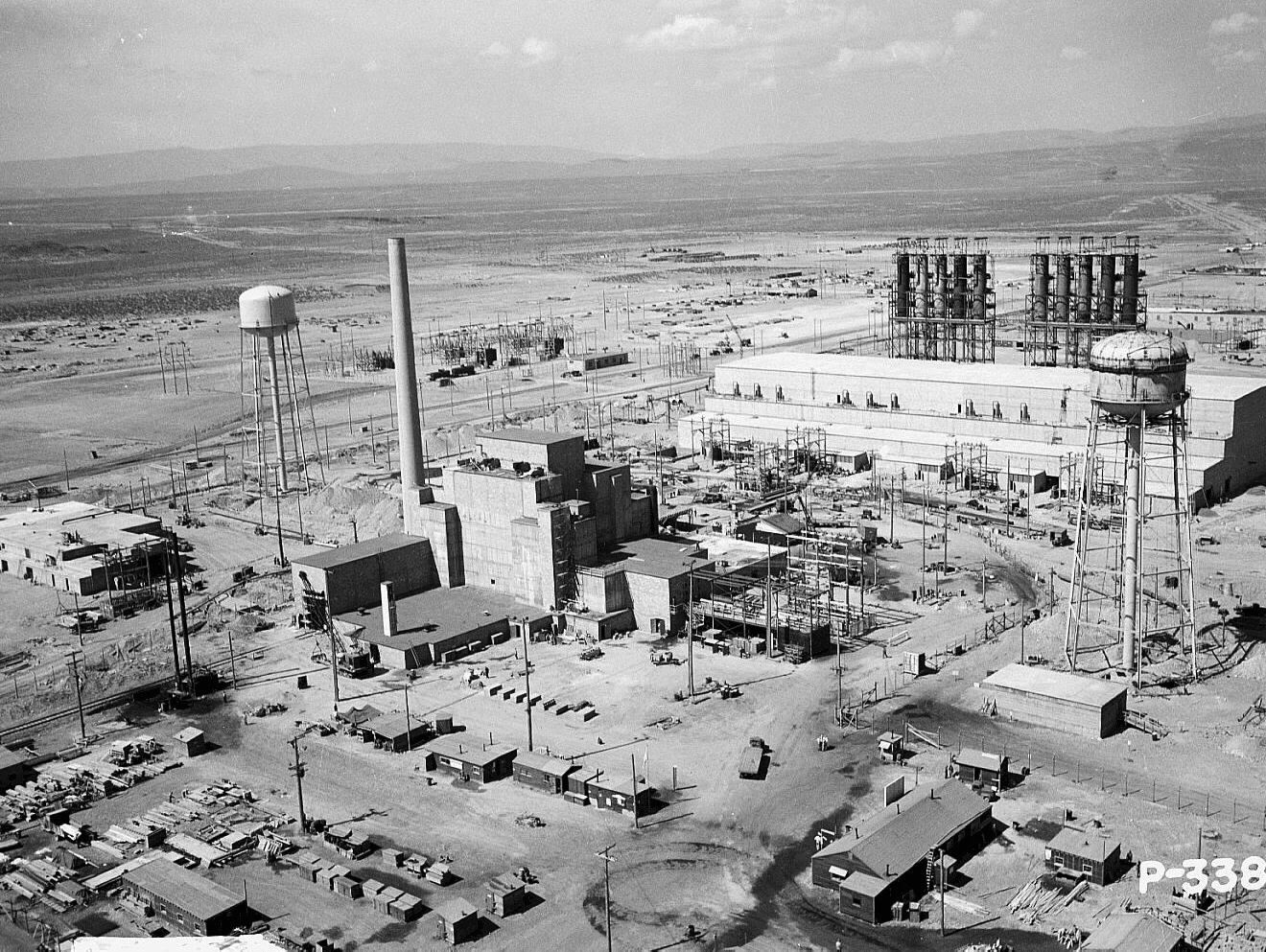
Реактор В в июне 1944 года

### Вторая мировая война
В апреле 1941 года, Маттиас был призван на службу в качестве старшего лейтенанта в армию США и присоединился к строительной дивизии инженерных войск США, где получил быстрое повышение. 14 декабря 1942 года, как 34-летний подполковник, он сопровождал полковника Кеннета Николса в Уилмингтон, для обсуждения местоположения завода плутония с представителями DuPont. Первоначально предполагалось, что завод будет расположен вместе с другими зданиями, связанными с Манхэттенским проектом, при Клинтонском инженерном заводе в Ок-Ридже. Однако завод было решено перенести. Лесли Гровс поручил Маттиасу найти подходящее место. Он рассмотрел 4 места и выбрал окрестности Ричленда. Строительство на площади 160 000 гектаров началось в апреле 1943 года. Маттиас контролировал строительство 554 зданий, 621 км дорог, 254 км железнодорожных дорог, трёх химических заводов и одного из первых ядерных реакторов. За свои заслуги во время войны, он был награждён медалью «За выдающиеся заслуги».
Маттиас ушёл со службы в 1946 и поехал в Бразилию в качестве руководителя проекта строительства гидроэлектростанции. Затем в 1951 он присоединился к Канадской алюминиевой компании. В последующие годы он работал во многих строительных проектах. Ушёл на пенсию в 1973 году, в возрасте 65 лет. В 1993 году у Маттиаса обнаружили рак лёгких, поджелудочной железы и печени. Он умер через 6 недель.